# Луций Требоний Аспер
Луций Требоний Аспер (на латински: Lucius Trebonius Asper) е политик на Римската република през 5 век пр.н.е. Произлиза от плебейската фамилия Требонии, клон Аспер.
През 448 пр.н.е. е народен трибун. Неговите колеги са Авъл Атерний и Спурий Тарпей. Той провежда народно допитване плебисцит (plebiscitum) за кооптация (cooptatio) или за допълнително гласуване за попълване чрез избори (election) на нови трибуни на вакантните места. Автор е на закона Lex Trebonia.
Вероятно е баща или дядо на Гней Требоний (народен трибун 401 пр.н.е.) и дядо на Марк Требоний (консулски военен трибун 383 пр.н.е.) и Публий Требоний (консулски военен трибун 379 пр.н.е.).